# Bilingüismo

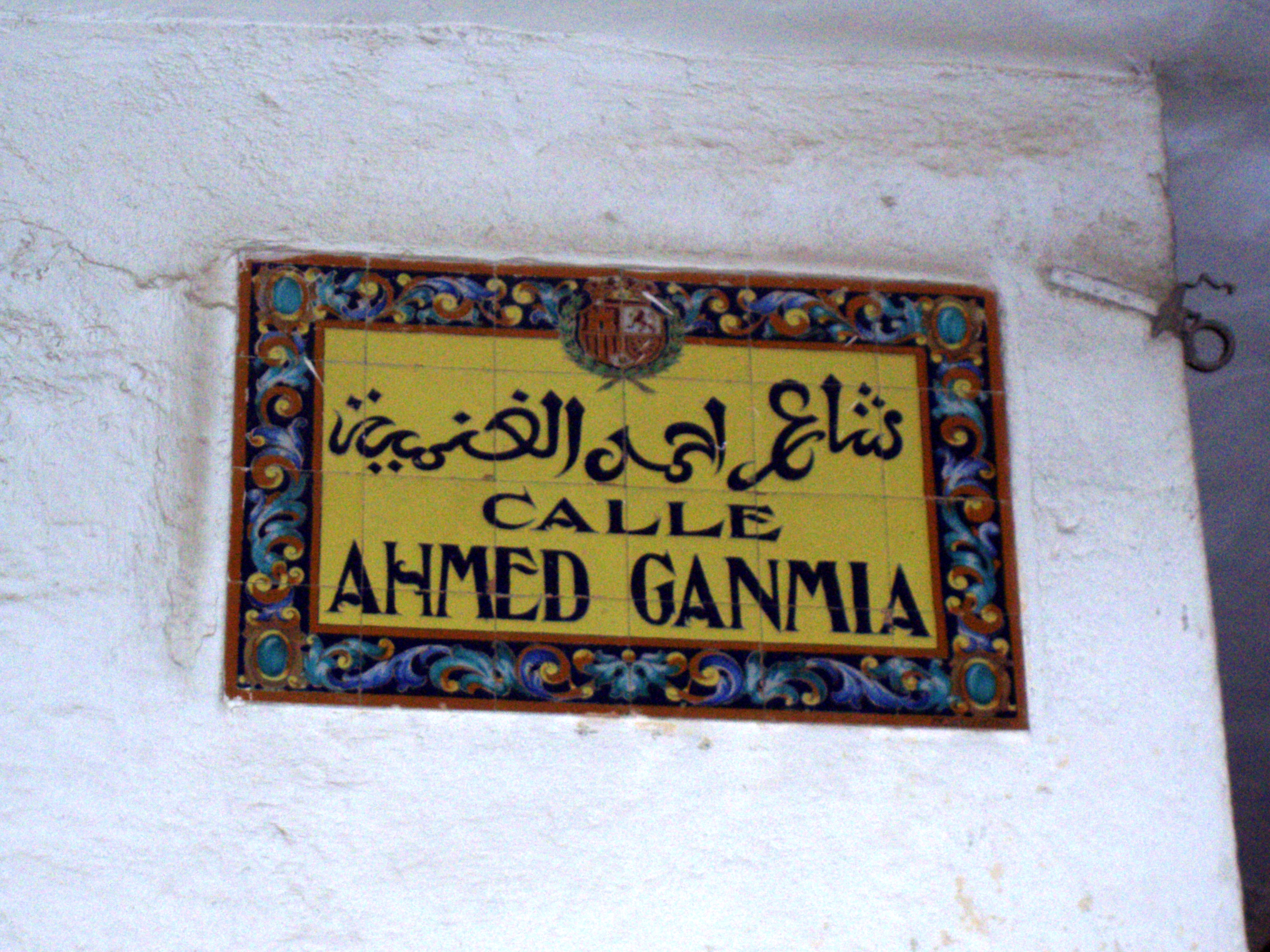
Señal bilingüe en árabe y español en Tetuán.

El bilingüismo es la capacidad de una persona para utilizar indistintamente dos lenguas en cualquier situación comunicativa y con la misma eficacia. Existen concepciones discrepantes sobre qué condiciones exactas deben darse para que un ser o un grupo humano, una institución o una sociedad pueda considerarse bilingüe. Aunque debe distinguirse claramente entre:
- Bilingüismo individual, es decir, la capacidad de un individuo para procesar dos sistemas lingüísticos diferentes. Este tipo de bilingüismo es estudiado principalmente por la lingüística aplicada, la psicolingüística y la neurolingüística.
- Bilingüismo social, es decir, los efectos de la existencia de bilingüismo en un grupo humano. Este asunto es de especial interés para la sociolingüística y la lingüística antropológica.

En la última década, el concepto de bilingüismo se enmarca dentro del multilingüismo, que es la capacidad que tiene todo ser humano de aprender más de una lengua y cómo estas actúan entre sí y se apoyan unas a otras en los procesos de adquisición y aprendizaje de las mismas.

## Introducción

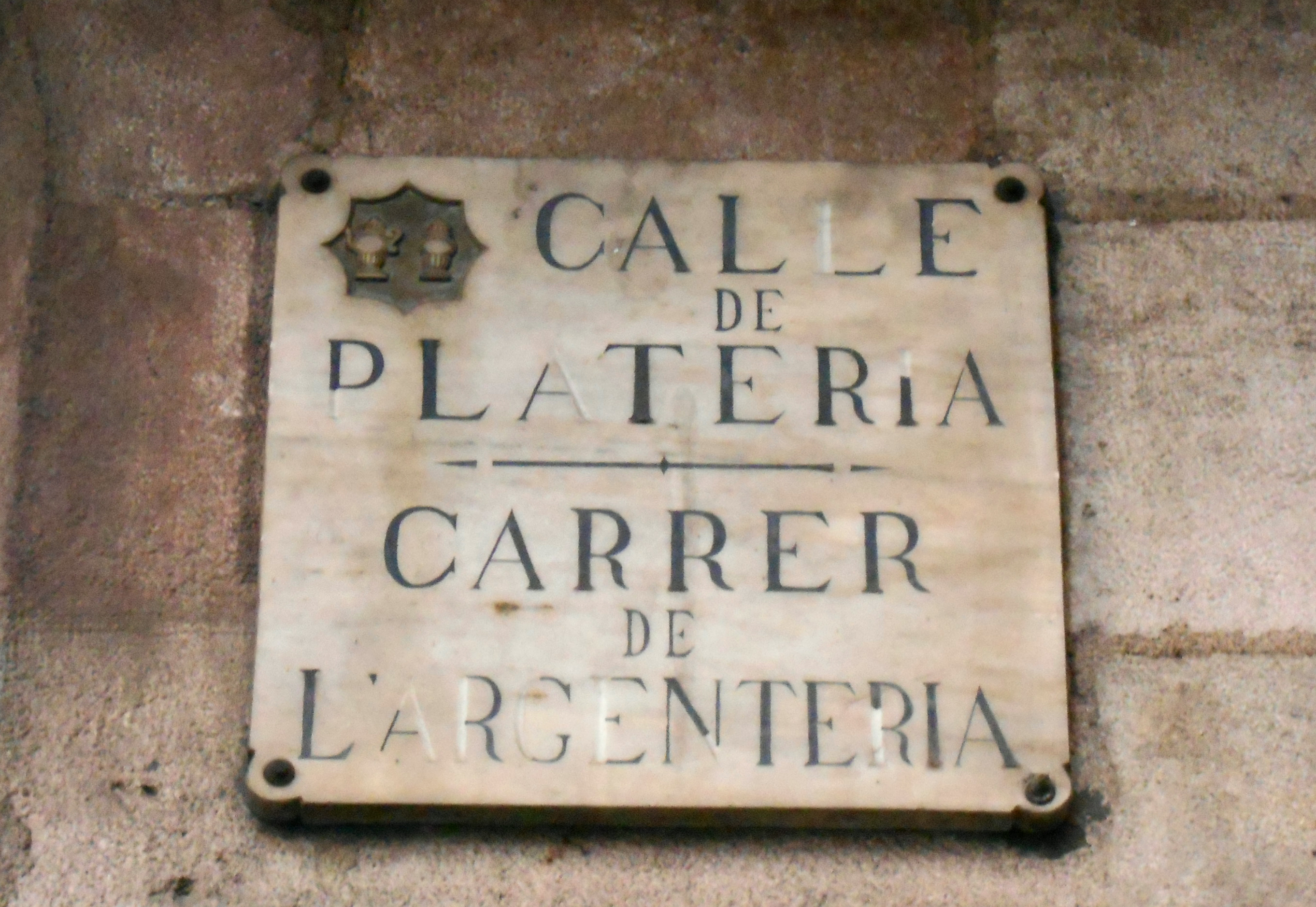
Placa bilingüe de calle en Barcelona.

No es sencillo delimitar el concepto de bilingüismo. En primer lugar, con el bilingüismo se entremezclan variables de tipo geográfico, histórico, lingüístico, sociológico, político, psicológico y pedagógico (situación geográfica e histórica de la comunidad lingüística, políticas aplicadas, identidad cultural de sus miembros, modelos de enseñanza, nivel de competencia, necesidades educativas, etc.). En segundo lugar, cuando hablamos de bilingüismo, nos podemos referir a una situación individual, es decir, a la relación de un sujeto con respecto a dos lenguas o al grupo social que se relaciona utilizando o no lenguas distintas. 
Además, por bilingüe se puede denominar a la persona que domina a la perfección dos o más idiomas, al emigrante que se comunica en una lengua distinta a la propia (independientemente del nivel que posea) o al estudiante que realiza un curso en dos lenguas.
Cabe señalar que, a lo largo del tiempo, se han usado otros términos como sinónimos: diglosia, biculturalismo, multilingüismo, que poseen significados distintos; los dos últimos conceptos hacen referencia al conocimiento y utilización de más de dos lenguas, el biculturalismo lleva implícitos sentimientos de pertenencia cultural. Y en el caso de la diglosia, la distinción radica en la funcionalidad social que asume cada una de las dos lenguas en una comunidad.

## Bilingüismo individual
Algunas propuestas para definir el bilingüismo son las siguientes:
- Según Yohansem: el hablante bilingüe es aquel que tiene un control nativo de dos o más lenguas.
- Según Mackey: en una postura intermedia, define el bilingüismo como el uso alternante de dos o más lenguas por parte del mismo individuo.
- Según M. Romero (1965): el ámbito de referencia de la lingüística como una teoría que se ocupa de "un hablante u oyente ideal, en una comunidad lingüística homogénea, que conoce su lengua a la perfección".
- En ese sentido, también coincide la definición de Bloomfield: "un dominio de dos lenguas igual que un nativo" (1933, p. 56).
- En el otro extremo, la definición de Macnamara (1969): una persona puede ser denominada bilingüe si, además de las habilidades en su primera lengua, tiene habilidades en una de las cuatro modalidades de la segunda lengua (hablar, entender, escribir, leer).
- Para Weinreich (1953): "la práctica de utilizar dos lenguas de forma alternativa se denominará bilingüismo y las personas implicadas, bilingües".

El nivel de competencia del bilingüe se denomina grado.

### Tipos de bilingüismo
Para categorizar al bilingüe, Etxebarría Arostegui (1995: 15-18) considera tres rasgos básicos: la autonomía de los códigos, la alternancia sin problemas de los códigos y la capacidad de expresar los mismos contenidos en ambos sistemas lingüísticos. Y distingue los siguientes tipos de bilingüismo:
- Según la relación entre lenguaje y pensamiento:
  - Bilingües compuestos: Personas criadas desde la infancia en un entorno doméstico bilingüe.
  - Bilingües coordinados: Personas que aprenden el segundo idioma algo más tarde.

Según la competencia lingüística:
- - Bilingües equilibrados: Dominio similar de las dos lenguas.
  - Bilingües dominantes: Predominio de una lengua sobre la otra en cuanto a su dominio.
- Según la edad de adquisición:
  - Bilingües de infancia: Adquisición simultánea de las dos lenguas (entorno doméstico bilingüe) o adquisición de las dos lenguas de forma consecutiva. Un ejemplo de esto último sería el traslado de la familia del niño a un país con uso de una lengua distinta.
  - Bilingües de adolescencia: Cuando se adquiere después de la pubertad.
  - Bilingües de edad adulta: Cuando se adquiere a partir de los veinte años.
- Según las relaciones de estatus sociocultural de las dos lenguas:
  - Bilingües aditivos: Cuando las dos lenguas tienen un mismo estatus sociocultural.
  - Bilingües sustractivos: Cuando una de las dos lenguas posee un mayor estatus sociocultural que otra, es decir, está mejor valorada (ver diglosia).
- Según la pertenencia y la identidad culturales:
  - Bilingües aculturados: Aquellas personas que renuncian a su cultura de origen y adoptan la cultura de la segunda lengua.
  - Bilingües monoculturales: Aquellas personas que se identifican únicamente con un grupo cultural a pesar de hablar las dos lenguas.
  - Bilingües biculturales: Aquellas personas que se identifican positivamente con los grupos culturales de ambas lenguas y se reconocen como miembros en dichos grupos.
- Según el uso lingüístico:
  - En función de en qué ámbitos usa las lenguas (familiar, profesional, escolar, comunidades concretas, etc.).

Vez Jeremías (1988:194), a su vez, distingue tres tipos de bilingüismo:
- Bilingüismo horizontal: Situaciones en las que dos lenguas diferentes poseen un mismo estatus, tanto a nivel familiar como oficial.
- Bilingüismo oficial: Conocido como diglosia.
- Bilingüismo diagonal: Situación en la que, además de la lengua oficial, se utiliza un dialecto o lengua no emparentado directamente con aquella.

A su vez, Blazquez Ortigosa distingue un tipo de bilingüe prácticamente imposible a nivel teórico y otros en función de sus destrezas.
- Equilingüe/Ambilingüe: Situación de dominio perfecto e igual de dos idiomas sobre todos los temas.
- Activo: Tiene destrezas productivas, como fluidez y/o escritura.
- Pasivo: Solo tiene destrezas receptivas, como comprensión y/o lectura en la segunda lengua.

### Bilingüismo y psicología
El bilingüismo es un tema de actualidad en el ámbito de la psicología y de la educación desde hace más de veinte años; aunque la competencia lingüística de los bilingües ha sido un tema de preocupación, interés y estudio por parte de los lingüistas, pedagogos, maestros, sociólogos, politólogos y políticos a través del tiempo, especialmente en el siglo XX. Por otro lado, se trata de un fenómeno predominante en todo el mundo, siendo fundamentalmente tres los hechos que han contribuido a esta realidad:
El propio desarrollo de la investigación psicológica en este campo, preferentemente de los modelos psicolingüísticos y de la preocupación por el desarrollo de los procesos cognitivos.

### Bilingüismo y el cerebro
La ciencia del bilingüismo ha sido estudiada por muchos investigadores, especialmente por Bialystok y colegas, para entender los circuitos neurológicos involucrados en el control y producción de las lenguas. Los resultados presentan diferentes explicaciones e indican que muchos factores contribuyen a las diferencias en cada persona, como la edad de adquisición de la segunda lengua (L2) y el nivel de exposición a dicha lengua. Anteriormente se pensaba que las dos lenguas eran procesadas en diferentes partes del cerebro, pero la evidencia actual afirma que la primera lengua (L1) y la segunda lengua (L2) son procesadas por las mismas partes del cerebro. 
Una teoría de la adquisición de la L2 afirma que eso depende de mecanismos y estructuras cerebrales diferentes a los usados en la adquisición de la L1. El conocimiento gramatical de la L2 es declarativo, mientras que el de la L1 es implícito. Sin embargo, el conocimiento léxico está representado en el sistema de memoria declarativo para ambas lenguas. Los dos tipos de conocimiento están procesados en diferentes partes del cerebro (un circuito del ganglio basal frontal del hemisferio izquierdo para conocimiento implícito y áreas para lenguas en el lóbulo temporal del hemisferio izquierdo para conocimiento declarativo). Entonces, esta hipótesis de Ullman afirma que la adquisición de L2 depende de estructuras y mecanismos diferentes a los usados en la adquisición de la L1.
Investigaciones con técnicas de diagnóstico por imagen para el estudio del cerebro bilingüe ofrecen la oportunidad de evaluar las estructuras que representan la L2. Los resultados de estas investigaciones contradicen la hipótesis de Ullman, ya que se ha observado que las estructuras cerebrales usadas en el procesamiento gramatical, incluyendo el área de Broca y el ganglio basal, son las mismas para L1 y L2. La activación adicional se ha visto en los bilingües con menos competencia o adquisición posterior.
Se puede adquirir la segunda lengua a cualquier edad, pero cuando se adquiere posteriormente (después de seis años), el nivel de competencia es más reducido. En pruebas de gramática realizadas a bilingües con un buen nivel de competencia, no se observa ninguna diferencia entre la L1 y la L2, pero en bilingües con posterior adquisición de la L2 con igual nivel de competencia, se observa que estos necesitan activar adicionalmente recursos neurales. En el caso del grupo con adquisición posterior, la diferencia estaba en el área de Broca. Sin embargo, en ambos grupos, las pruebas de semántica muestran igual activación nivel para L1 y L2. En otra investigación de Sakai y cols., usaron resonancia magnética funcional (fMRI) y encontraron que la adquisición de competencia gramática en gemelos bilingües con adquisición posterior está realizada por el mismo sistema neural que se usa para la competencia gramática de L1.
Ojemann y Whitaker estudiaron el rendimiento de denominación de lenguas en dos pacientes bilingües. Los autores aplicaron estimulación eléctrica cortical y encontraron que las áreas cerebrales dentro del hemisferio izquierdo (HI) (área de Broca y lóbulo parietal inferior) afectaban de manera similar a ambas lenguas. En ambos casos, la representación de la L2 fue mayor que la primera. Así concluyeron que los resultados dependen del grado de dominio de cada lengua; con un menor conocimiento de una lengua, mayor será el espacio que requiera en el cerebro.  Estos resultados se atribuyen al grado de automatización de cada lengua, que necesitará mayor superficie cerebral para la representación de la lengua con menos automatización.
Hull et al. estudiaron la lateralización cerebral de dos lenguas y plantearon que está influida por la edad de adquisición de la L2. Los bilingües que adquieren su L2 antes de los seis años, muestran una mayor participación de ambos hemisferios, mientras que en aquellos que adquieren la L2 posteriormente, el hemisferio izquierdo es dominante para las dos lenguas.
Gómez-Ruiz concluye que la explicación más probable es que las lenguas estén representadas como subsistemas microanatómicos distintos dentro de las mismas regiones cerebrales y que son independientes tanto en el campo estructural como funcional.
En cuanto al proceso de traducción comparado con la lectura, se activa la cingulada anterior y bilateral, estructuras subcorticales. Price et al. afirman que esta activación se debe a la coordinación de las operaciones mentales al traducir. Cuando se cambia la lengua, se observa más activación en el área de Broca y en la circunvolución bilateral supramarginal. Estas áreas han estado implicadas en la navegación de la ortografía a la fonología, así que el procesamiento fonológico podría ser una fuente de dificultad cuando se cambia la lengua.

#### Bilingüismo y control ejecutivo
Estudios realizados a finales del siglo XX señalaban al bilingüismo como un factor responsable de un menor desempeño cognoscitivo, académico y sobre todo lingüístico. Hasta la primera mitad del siglo XX, numerosos lingüistas hicieron estudios con hablantes cuya edad no superaba la franja en la que se sitúa la pubertad, debido a que a partir de la adolescencia, se reduce la eficacia en la capacidad de adquisición de una lengua. La conclusión compartida por la gran mayoría de personas residía en que la agilidad mental y la capacidad intelectual de los hablantes monolingües estaba más desarrollada que la de los bilingües; sin embargo, investigaciones más recientes han encontrado que el bilingüismo supone más bien una razón de mejora cognitiva y académica.
En 1962, un estudio publicado por Peal y Lambert supuso una fuerte crítica de todas las teorías previas que los lingüistas habían elaborado sobre el bilingüismo. En su trabajo, no solo negaron la idea de que el bilingüismo supusiese un degeneramiento en la capacidad intelectual del hablante -atribuyéndolo a una gran cantidad de errores en la metodología de los estudios realizados-, sino que ellos mismos realizaron un experimento con niños bilingües en inglés y francés, en el que demostraban que uno de los pocos factores negativos cierto de los trabajos anteriores, estaba relacionado con una mayor agilidad en la relación de conceptos y procesamiento de información. Debido a que al poseer más de una lengua, la mente del bilingüe abarca una mayor cantidad de palabras asociadas a un mismo concepto que un monolingüe, por lo que el tiempo de la asociación cognitiva entre la idea y la palabra que lo representa es mayor.
Hay una gran cantidad de autores que plantearon diversas teorías para intentar demostrar que, en última instancia, el bilingüismo supone un factor más beneficioso para el desarrollo intelectual que el hablar una sola lengua. Por ejemplo, Arsenian (1937) establece que el dominar una lengua supone disponer de una realidad individual; por lo tanto, según nuestro cerebro vaya adquiriendo un mayor número de lenguas, el número de realidades de las que dispongamos en nuestro cerebro será también superior. Por otro lado, Leopold (1949) argumenta que la ventaja de un hablante bilingüe reside en que, al tener una gran cantidad de palabras para un mismo concepto, el hablante aprenderá a centrar su atención en el contenido del mensaje, restando importancia al significante que lo represente. Este es un claro ejemplo de la ruptura de la teoría que sostiene que el lenguaje y el pensamiento están ligados directamente. 
Si bien es un hecho comprobado que los niños bilingües tienen competencias más pobres en áreas relacionadas con el lenguaje que los monolingües, esto pierde validez al combinar los resultados del desempeño en las L1 y L2 que manejan los bilingües. Los trabajos de Bialystok y colegas han evidenciado que la necesidad de controlar interferencias en los dos idiomas a un tiempo (puesto que L1 y L2 son activadas al unísono en la corteza), resulta en un aumento de las capacidades de control inhibitorio de la atención ejecutiva Esta mejora de las capacidades cognoscitivas se extiende hasta la edad adulta y se ha relacionado como un factor de reserva cognitiva en la vejez, con pruebas de demora en la edad de inicio de la Enfermedad de Alzheimer de cuatro a cinco años. Otro de los beneficios demostrados recientemente es que la enseñanza bilingüe también contribuye a mejorar la producción escrita de la lengua natal. Aunque una gran cantidad de estudios muestran una "ventaja cognitiva" de bilingües en comparación con monolingües, revisiones sistemáticas y metanálisis recientes han debilitado esta evidencia, que puede haber sido exagerada por una parcialidad en las publicaciones que demuestran tales ejemplos.
Esto es debido al constructo del control bilingüe de la interferencia entre L1 y L2, que es un mecanismo hipotético de control constante que resuelve la competición de la activación de una lengua sobre la otra y permite el uso de una sola lengua en el contexto correcto.

## Bilingüismo social

### Bilingüismo y diglosia
- Diferencia entre bilingüismo y diglosia:[23] La principal diferencia entre ambos términos es a nivel de estatus sociocultural, considerando el bilingüismo como la convivencia de dos lenguas en un mismo territorio, sin ningún predominio de una sobre otra, siendo ambas lenguas igualmente valoradas.

En contraposición, el término diglosia sería la convivencia de dos lenguas en un mismo territorio, pero en este caso, una de las dos lenguas predomina sobre la otra, adquiriendo mayor prestigio y rango para asuntos de carácter oficial, relegando la otra lengua a un uso familiar y cotidiano. Fishman (1972:102) establece tres tipos de situaciones comunes entre el bilingüismo y la diglosia:
1. Situaciones de bilingüismo y diglosia de forma estable: Pueden verse en países con varias lenguas oficiales, como Suiza, donde la situación lingüística es muy estable.
2. Situaciones donde hay bilingüismo pero sin diglosia: Cuando no hay una clara separación funcional del uso de las lenguas y la situación no es estable, se tiende al monolingüismo. Un ejemplo de esta situación, sería el de inmigrantes, provenientes de países pobres, en países ricos, donde pueden llegar a dejar de hablar su lengua materna.
3. Situaciones de diglosia sin bilingüismo: Cuando dos grupos sin conexión social mantienen separadas las lenguas propias. Es el caso del inglés en la India durante la época colonial, que no llegó a extenderse a las castas bajas.

#### Tipos de programas bilingües
Según Joaquín Arnau (1992), la combinación de las variables lengua y cultura, medio de educación y objetivos lingüísticos y sociales da lugar a cuatro tipos específicos de programas:
- Programas de segregación: En estos programas se utiliza la L1 como lengua de instrucción, relegando la L2 solo como materia del currículum, lengua extranjera, siendo impartida durante un determinado número de horas a la semana.
- Programas de submersión:[25] En estos programas, los alumnos cuya L1 es diferente al resto tienen como lengua de instrucción y de contenidos otra lengua, L2, alejando al cabo del tiempo, a los alumnos de su entorno cultural y de su propia lengua.
- Programas de inmersión:[26] Son programas de enseñanza en los que la L2 es impartida en todas o la mayoría de las materias escolares durante cierto tiempo. Estos programas están dirigidos a alumnos que tienen una L1 considerada mayoritaria. El objetivo de estos programas es el bilingüismo y biculturalismo; ya que al conocimiento de su propia lengua y cultura se le añade el conocimiento de otra lengua de forma natural.
- Programas de mantenimiento: Estos programas están enfocados en conseguir el aprendizaje de la L2 con el mantenimiento de la propia (L1), para garantizar su supervivencia. Para ello, utilizan la L1 como lengua de instrucción y progresivamente, se va introduciendo la L2 de manera que se logre impartir el Currículum en las dos lenguas hasta finalizar el periodo escolar. Al igual que con los programas de inmersión, estos programas también están encaminados a conseguir el bilingüismo y la biculturalidad.

### Bilingüismo y política
El resurgir político de los nacionalismos y, con ellos la reivindicación de las lenguas nacionales a menudo “ahogadas” por la fuerza de las lenguas dominantes de los Estados, así como las resistencias de los poderes centralistas al ver desplazada una lengua de un territorio en el que había conseguido una fuerte implantación, explican la relación constante entre el fenómeno del bilingüismo y la política.
Las sociedades multiculturales emergen como consecuencia de los movimientos migratorios en Estados Unidos y Europa principalmente. Los grupos sociales, a medida que crecen en número y en tiempo de asentamiento reivindican, cada vez más, el respeto a su propia lengua y cultura por parte de los países acogedores.
También existe una interrelación geográfica que se debe al desarrollo de los transportes y medios de comunicación, que hace que los contactos interculturales sean cada vez más frecuentes. Grandes masas de población, por diversos motivos (laborales o turísticos), se desplazan de una zona a otra conservando su propia lengua y entran en contacto con otra cultura de lengua distinta. Algunas veces por tiempos muy limitados, otras de forma casi permanente. Aparecen factores económicos mundiales que han puesto de relieve la importancia que tiene el conocimiento de algunas lenguas, (que resultan imprescindibles para la comunicación), hasta tal punto que actualmente en muchos ámbitos laborales, se hace necesario. Todos estos hechos convierten el bilingüismo en uno de los ámbitos de investigación más controvertidos de la psicología, la sociología y la educación.

### Bilingüismo y servicios públicos
Debido al aumento de la inmigración, muchas personas cuyo idioma es diferente al local utilizan servicios públicos. En principio, todas las personas deberían tener acceso a estos servicios, dado que en muchos casos el acceso igualitario es requerido por la ley. Asimismo, una buena comunicación es importante para que estos puedan proveer una ayuda eficaz a quienes los utilizan. En este sentido, problemas de comunicación pueden llevar a tomar decisiones equivocadas y a resultados deficientes, por lo que se deberían ofrecer comunicaciones que se adapten a las personas con habilidades limitadas en el idioma del país en el que residen.
Una revisión sistemática de cuatro estudios comparativos examinó la eficacia de las ayudas comunicacionales entre los servicios públicos y los inmigrantes. Estas ayudas se dividieron en tres categorías: 
- Comunicación verbal o directa.
- Comunicación escrita.
- Ayudas más amplias.

Los resultados sugieren que no hay indicios claros sobre si un enfoque particular de interpretación funciona mejor que otro. Por otro lado, un estudio sugiere que un curso de inglés como segunda lengua que integra el conocimiento de los padres y su comportamiento, fue más eficaz que un curso estándar. Dada la poca cantidad de estudios, estos hallazgos pudieran no ser fiables.

### Bilingüismo e interculturalidad[28]
La convivencia de diversas culturas se refleja diariamente en un mismo ámbito, sea físico, político o social.  Se ha descubierto que todos tienen casi las mismas necesidades y que los obstáculos o barreras culturales son más fáciles de levantar de lo que se piensa.
Por otro lado, las nuevas tecnologías facilitan extraordinariamente la interculturalidad: la comunicación entre las personas de culturas idénticas o diferentes, las distancias se acortan, y las dificultades para llegar a los demás también.
El panorama actual de la enseñanza-aprendizaje de las lenguas trae una auténtica revolución a la didáctica de las lenguas. Las nuevas orientaciones propuestas por el enfoque nocio-funcional le dan prioridad al lenguaje como instrumento de comunicación, con lo que el papel del componente cultural se ve reforzado. Estos nuevos planteamientos suponen que para conseguir una auténtica competencia comunicativa, los estudiantes deben aprender a reconocer la realidad sociocultural que subyace a todo acto de habla; por lo que los intercambios lingüísticos deben estar en un contexto que permita identificar todos los componentes de una situación de comunicación, como la relación social y afectiva entre los interlocutores, los fines de la comunicación, la formalidad o informalidad en el tratamiento de los temas, etc.
Actualmente no se concibe, la división entre la lengua y la cultura, puesto que la lengua expresa cultura y por medio de ella adquirimos la cultura. Carmen Guillén (2004) expresa claramente esta idea cuando dice que: “Lengua y cultura se nos presentan como un todo in-disociable, porque a todo hecho de habla se estructura en función de una dimensión social y cultura”. (Guillen, 2004, p. 838).
- La Red

Actualmente el internet tiene un papel muy importante en la enseñanza-aprendizaje de una segunda lengua, con esta herramienta se traspasan los límites del aula, se eliminan las fronteras y se favorecen planteamientos más creativos que potencien actividades multidireccionales.
Las TIC(Tecnologías de la información y la comunicación) en el aula de lengua extranjera permiten usar la lengua estudiada en contextos auténticos, puesto que el Internet suministra un acceso fácil y rápido para el uso de materiales actuales y en tiempo real, lo que resulta motivador para el estudiante. Por lo tanto, los nuevos soportes tecnológicos (la Red y los ordenadores) se han puesto al servicio de la enseñanza y aprendizaje de una segunda lengua, refuerzan y preservan los elementos culturales de una sociedad.
La fusión de las nuevas tecnologías con la competencia intercultural sitúa la enseñanza-aprendizaje de la nueva lengua dentro de un contexto social y cultural.
- En un aula de clase

La diversidad de culturas de los alumnos puede tener varios efectos en el aula de clase. Esta diversidad puede tener un impacto positivo en el pensamiento crítico del estudiante al interactuar con personas de otras culturas, ya que puede lograr aprendizajes de diversa índole.
El enfoque intercultural forma parte esencial en un aula de aprendizaje de lengua extranjera (lugar de diálogo y encuentro entre culturas), puesto que asume la misión de ir más allá del objeto lengua/cultura en la medida en que pone en relación contenidos culturales, valores, creencias, creando factores afectivos, cognitivos y situacionales. 
Gracias a dicho enfoque el estudiante reflexiona y toma conciencia de su entorno, compara, contrasta, relativiza, es crítico, busca, recopila y compara con el fin de compartir, entender y asimilar la nueva cultura. En esta misma línea, Byram, Nichols y Stevens (2001, p.5) denominan a este nuevo aprendiz como “hablante intercultural”, es decir, alguien que tiene la capacidad de interactuar con “otros”, aceptar otras perspectivas y percepciones del mundo y mediar entre ellas.
El enfoque intercultural constituye un elemento relevante en el aula de lengua extranjera puesto que permite al alumno no solo reflexionar desde sí mismo y desde su propia identidad, sino también tener una visión positiva de la diferencia como algo enriquecedor para su formación como individuo.

### Precisiones del concepto
El concepto de bilingüismo, además de ser un término poco unívoco, no es algo estático, sino que evoluciona a través del tiempo con gran dinamismo. Por esta razón, su definición está continuamente transformándose o re-modelándose desde las diferentes perspectivas, según sea el campo de estudio o la especialización desde la que se aborde.
He aquí algunas definiciones:
- “El bilingüismo es el uso habitual de dos lenguas en una misma región o por una misma persona."
- “Capacidad de un individuo de expresarse en una segunda lengua respetando los conceptos y las estructuras propias de la misma”. (Titone, R. 1976).
- “Bilingüe es aquella persona que es capaz de codificar y decodificar en cualquier grado, señales lingüísticas provenientes de dos idiomas diferentes”. (Blanco, A. 1981, p.51)
- “Aptitud del hablante para utilizar indistintivamente dos lenguas. Por extensión, dícese de la condición sociolingüística por la que una comunidad emplea dos lenguas distintas para cubrir exactamente los mismos cometidos comunicativos colectivos y privados”. (Cerdá Massó, R. 1986).

Desde el campo sociológico, el concepto de bilingüismo se fundamenta en la relación que se establece entre grupo social y lenguaje, que es la adoptada por Van Overbeke en su definición.
Desde una concepción más psicológica del concepto, encontramos las definiciones de Blanco y Titone, y desde un ámbito interdisciplinario, se encontraría la definición de Cerdá Massó, ya que de la definición extraída de su diccionario se desprenden tres vertientes: la psicológica (aptitud del hablante para expresarse de una manera fácil), la socióloga (el empleo de dos lenguas distintas por una comunidad o conjunto de problemas lingüísticos, psicológicos y sociales que se plantean a esos habitantes), y la lingüística ( expresarse correctamente).
¿Cuántos niveles de bilingüismo se pueden distinguir? Dos, según se analice desde una dimensión personal o desde una vertiente social, o sea, el bilingüismo individual y el bilingüismo social. Esta dimensión designa coexistencia de dos lenguas habladas por dos grupos sociales, o la cualidad que un individuo tiene para hablarlas con fluidez. Esta diferenciación se encuentra en la definición que realiza Van Overbeke.
Cuando se habla de bilingüismo individual, nos referimos al conocimiento y dominio que una persona tiene de dos lenguas; al uso que un individuo hace de las mismas; a los factores que intervienen en el proceso de adquisición, y a las variables entre individuo, medio y lengua.
Desde el punto de vista social, es necesario hacer una breve referencia a algunas situaciones políticas que han generado un tratamiento y una consideración específica hacia las lenguas. Entre ellas, las consecuencias sociolingüísticas que tuvo la colonización europea en el continente asiático y africano, ya que en bastantes casos desaparecieron grupos con lenguas y culturas propias al quedar asimiladas por la metrópoli correspondiente.
También es necesario hacer referencia a aquellas otras situaciones generales como consecuencias de la prohibición de uso de lenguas propias en una comunidad o región. Por ejemplo, en 1939 en Cataluña, se prohíbe la utilización del catalán en la vida cultural y administrativa; escuelas, centros oficiales y administrativos. Otra modalidad de bilingüismo social, hoy en auge, es la que deriva de los contactos internacionales de países entre sí, que hacen indispensable el aprendizaje de lenguas para poder comunicarse. Por ello, los países han introducido en sus sistemas educativos el aprendizaje de otras lenguas.
Existen otras situaciones bilingües originadas a causa de las migraciones a otros países más industrializados en busca de una mejora económico- laboral. Esto provoca un bilingüismo forzoso, aunque el nivel que se adquiera en la lengua del país de acogida sea básico para poder mantener una comunicación elemental.

### Características del hablante bilingüe
Las características del bilingüismo son:
- Función: los usos que da el bilingüe a los idiomas implicados.
- Alternancia: hasta qué punto el bilingüe alterna entre idiomas.
- Interferencia: hasta qué punto el bilingüe consigue separar esos idiomas.

### Ámbitos
El bilingüismo se puede referir a cuatro fenómenos diferentes:
- Bilingüismo a nivel personal («Juan es bilingüe».)
- Bilingüismo a nivel social, regional o nacional («Canadá es bilingüe».)
- Bilingüismo a nivel de interacciones (un sueco y un noruego que se comunican en dos idiomas)
- Bilingüismo a nivel educativo (programa de bilingüismo, escuela bilingüe, enfoque CLIL)

## Teorías
Existen diversas teorías sobre la aceptación de este fenómeno mundial:
Grosjean (1982) "más de la mitad de la población mundial es bilingüe".
Mackey (1967) "el bilingüismo, más que algo excepcional, constituye una problemática que afecta a más de la mitad de la población mundial".
Representación mental del bilingüe: (pensamiento)
Weinreich (1953) distinguía tres tipos de bilingüismo:
Bilingüismo coordinado: Las palabras equivalentes en dos lenguas se refieren a conceptos diferentes o tienen significados ligeramente diferentes.
Bilingüismo compuesto: Las dos formas tienen un significado idéntico.
Bilingüismo subordinado: Una lengua es la dominante y las palabras de la lengua no dominante se interpretan a través de las palabras de la lengua dominante.

### Bilingüismo a nivel personal
Una persona bilingüe, dentro del sentido más amplio de la definición, es aquella que puede comunicarse en más de una lengua. El bilingüismo puede ser activo (a nivel oral y escrito) o pasivo (a nivel de la comprensión oral y de la lectura). El término trilingüe es empleado para describir situaciones comparables en donde se ven implicadas tres lenguas.
Una persona bilingüe puede ser definida como alguien capaz de expresarse  en dos idiomas. Por el contrario, el concepto de bilingüismo también puede definirse como aquella persona que puede comunicarse (con errores en los dos idiomas) en dos lenguas.
Los hablantes bilingües competentes han adquirido y mantenido al menos una lengua durante la infancia, la primera lengua (L1). Las primeras lenguas (conocidas también como lengua materna) son adquiridas sin un aprendizaje convencional, por vía de la adquisición. En muy pocas ocasiones pueden encontrarse niños que hayan tenido dos lenguas maternas en su infancia.

### Bilingüismo a nivel de sociedades

Señalización trilingüe en la estación de ferrocarril de Tirusulam (Chennai, Tamil Nadu). La parte superior está en alfabeto tamil, la parte central en alfabeto latino y la parte inferior en devanagari (hindi).

Una sociedad bilingüe es aquella en la que existen dos idiomas en un mismo territorio.
- Diglosia: Cuando hay dos o más idiomas en una región y uno de ellos es más prestigioso que el otro.
- Equilingüismo: Cuando ambos idiomas son usados en cualquier tipo de circunstancia y la mayoría de los hablantes en la sociedad son bilingües.

### Bilingüismo a nivel educativo
La investigación en lingüística aplicada en los últimos 10 años demuestra que el aprendizaje de lenguas a través de contenidos, el llamado enfoque CLIL, en el seno de la escuela, es más exitoso que la enseñanza aislada de los idiomas en currículos funcionales, donde ha de inventarse el contexto real de la lengua. En este sentido, muchas autoridades educativas están planteando la introducción de modelos educativos llamados bilingües, bajo el paraguas del multilingüismo, en los que la lengua se muestra a partir de contenidos, es decir, en materias comunes como historia o ciencias. De esta manera, se encuentra, por una parte, la motivación del alumno a hacer algo práctico y, por otra parte, la lengua es auténtica. El enfoque CLIL también demuestra que la elaboración de un currículum integrado de las lenguas y materias no lingüísticas en la escuela, aprovecha las estrategias y destrezas desarrolladas en una lengua o en una materia común para facilitar el aprendizaje de otras.

## Programa Nacional de Bilingüismo en Colombia[29]
Fortalecer el dominio de un idioma extranjero es esencial para cualquier sociedad interesada en hacer parte de dinámicas globales de tipo académico, cultural, económico, entre otros. 
El reconocimiento de la importancia de una lengua extranjera, en este caso particular el inglés, llevó al Ministerio de Educación Nacional a implementar el Programa Nacional de Bilingüismo como estrategia para el mejoramiento de la calidad de la enseñanza del inglés en Colombia y como una estrategia para la promoción de la competitividad de sus ciudadanos.
El principal objetivo del Programa Nacional de Bilingüismo es tener ciudadanos y ciudadanas capaces de comunicarse en inglés, con estándares internacionalmente comparables, que inserten al país en los procesos de comunicación universal, en la economía global y en la apertura cultural. Con este propósito, el programa ha consolidado estrategias tales como: la definición de estándares de competencia en inglés, la evaluación de competencias en estudiantes, docentes y egresados de las licenciaturas y programas de lenguas, la oferta de programas de mejoramiento para la formación del profesorado tanto en lengua como en metodología de la enseñanza del inglés y la vinculación de nuevas tecnologías y medios para la enseñanza y aprendizaje del inglés.

### Diagnóstico y líneas de acción
Hasta junio de 2009, 78 secretarías de educación certificadas del país han llevado a cabo la prueba diagnóstica del nivel de lengua de sus docentes de inglés. 
Un total de 11.064 docentes del sector oficial en servicio fueron diagnosticados y los resultados obtenidos a nivel nacional fueron muy semejantes, poniendo en claro la falencia que existe en un gran porcentaje de los docentes que actualmente enseñan este idioma en el país. El 10% de los docentes diagnosticados alcanzan el nivel B2 o superior, situación que demanda acciones urgentes para poder formar el 90% que se encuentran por debajo de este nivel de competencia.
El Programa Nacional de Bilingüismo, ha establecido líneas claras que facilitan la identificación de las necesidades de formación de los docentes, la formulación de planes de capacitación coherentes con dichas necesidades, y en general, el monitoreo cercano de los procesos de enseñanza y aprendizaje del inglés en el país. 
Se han implementado capacitaciones para los docentes. Hasta junio de 2009, 5620 habían recibido capacitación; Entre las principales estrategias, se encuentra la Inmersión en inglés estándar en la Isla de San Andrés: en la cual se han realizado ocho (8) versiones y han participado 489 docentes de 47 secretarias de educación del país que han avanzado al nivel B1 según el MCER (Marco Común Europeo de Referencia). En la Inmersión en inglés estándar en el interior del país: Se han realizado dos (2) versiones en las cuales han participado 110 docentes adscritos a dieciocho (18) secretarías de Educación. Por otra parte, 280 docentes de 15 secretarías de educación se han beneficiado de los Talleres Regionales de Inglés: Énfasis Habilidad Oral y Uso de Recursos (Comisión Fulbright-MEN).
Un total de 5.800 docentes se han beneficiado hasta el momento de los cursos de idiomas del Programa Social Idiomas sin Fronteras (ICETEX– MEN), para docentes de todas las áreas que deseen estudiar un idioma.

### Educación superior
El programa de bilingüismo busca fomentar y promover el mejoramiento de la enseñanza del inglés como lengua extranjera en las instituciones de educación superior. En 2007 se definió un sistema de evaluación sólido y coherente por medio de la pruebas ECAES, cuyo componente de inglés mide el nivel de competencia en inglés de los futuros profesionales del país, de acuerdo a los niveles del Marco Común de Referencia.

### Cooperación internacional
El programa se ha beneficiado de la cooperación ofrecida por los gobiernos de Inglaterra y de Estados Unidos. El gobierno del Reino Unido ha asesorado el programa a través del British Council-Colombia. Por su parte, el gobierno estadounidense aportó tanto recursos humanos como financieros para la realización de talleres regionales de inglés dirigidos a docentes del área y estudiantes de último año de licenciaturas en lenguas.

## Enseñar una lengua extranjera en la escuela[30]
Comunicarse es una necesidad propia del ser humano. En la actualidad resulta imprescindible aprender una segunda lengua, ya que cada día se emplean otros idiomas en casi todas las áreas del conocimiento y desarrollo humanos. En el marco de la educación, el aprendizaje de otra u otras lenguas es una necesidad primordial para los estudiantes, de tal manera que el aprender una Segunda lengua, aparte de la que ya se aprendió (la materna), no es lujo, sino una necesidad.
Una de las tareas fundamentales que tienen los maestros de una lengua extranjera es dar la palabra. Permitir que los alumnos se expresen, que comuniquen sus sentimientos, ideas y pensamientos; para ello necesitan medios lingüísticos tanto en su lengua materna como en la extranjera. Los docentes cuentan con el conocimiento específico que pueden compartir y desarrollar con los estudiantes, logrando una retroalimentación que favorezca el aprendizaje significativo en el cual las dos partes aprenden y evolucionan.  
Algunos principios pedagógicos y metodológicos para tener en cuenta en la enseñanza de una lengua extranjera
1-	Sembrar en los alumnos la necesidad de comunicarse en otra lengua para que estos puedan comunicarse con miembros de su comunidad y otras.
2-	Llevar a cabo estrategias didácticas esenciales que posibiliten la repetición y comprensión natural de ciertas estructuras.
3-	Tener en cuenta: necesidades, intereses, habilidades y capacidades de los estudiantes tanto en la lengua como en los contenidos temáticos y la metodología a aplicar. De esta manera se realza la necesidad, tanto en este tipo de enseñanza como en cualquier otra, de producir aprendizajes significativos.
4-	El aula debe contar con un ambiente atractivo y acogedor que favorezca el acercamiento de los estudiantes a la cultura del país cuya lengua se estudia.
5-	Facilitar a los estudiantes datos comprensibles, además de que la lengua a estudiar debe ser clara y precisa.
6-	Los errores deben tomarse como necesarios, en el proceso que implica aprender una lengua extranjera.

## La interferencia lingüística[31][32]
El término interferencia se origina en la física ondulatoria, pero con el tiempo su uso se extendió hacia otras disciplinas, por ejemplo: En la electrónica y las telecomunicaciones, la psicología, la pedagogía, la lingüística, entre otras. La primera definición que surgió desde una perspectiva sociolingüística es la del lingüista estadounidense Uriel Weinreich (1926-1967) que entiende por interferencia “aquellos casos de desviación de las normas de cualesquiera de las lenguas en contacto que ocurren en el habla de los bilingües, como consecuencia del contacto lingüístico” (Weinreich, 1996:29). A partir de su obra, se proliferó la literatura sobre el tema de la interferencia, pero al reunir las definiciones de otros especialistas, se puede constatar que no han llegado a un consenso sobre el alcance del término. Algunos consideran la interferencia en sentido amplio, como cualquier marca de una lengua en otra (Mackey, 1976; Payrató, 1985; Sala, 1988; Baetens, 1989). Otros como Hammers y Blanch (1983) la asocian directamente con el Code- Switching (alternancia de código); y Hangen (1956) identifica como interferencia tanto a los fenómenos de contacto (cambio de código, integración, importación, etc.) como a la invasión de una lengua sobre otra, lo que sería una interferencia en sentido estricto. Por otra parte, tampoco está claro si puede considerarse o no una desviación respecto de la norma: para Baetens sí lo es (1989), pero no lo es según Payrató (1985:62), quien afirma que la interferencia solo se podría considerar un error en determinados tipos de trabajos muy concretos. Finalmente, algunos autores la definen a partir de la gramaticalidad o agramaticalidad del resultado del contacto (López Morales, 1989; Silva-Corvalán, 1989; De Granda, 1996).
Tipos de interferencia lingüística
- Interferencia o transferencia negativa:

Se da cuando las estructuras son diferentes en ambas lenguas y retardan el aprendizaje. Estas son las más difíciles de cambiar cuanto menos obvia es la diferencia entre las lenguas. Algunos ejemplos son: la pronunciación de los sonidos / r / y / l / en inglés por un hispano hablante; el caso de la ortografía de palabras que se parecen en ambas lenguas, pero tienen letras distintas; estructuras gramaticales muy similares con mínimas diferencias de forma gramatical o de entonación, entre otros. 
- Interferencia o transferencia positiva o de facilitación:

Cuando las estructuras se parecen entre sí y aceleran el aprendizaje. Si las estructuras ya existen en la lengua materna y se pueden transferir a la lengua extranjera con relativa facilidad, como es el caso de algunos sonidos (/ s /; / f /;), formación de palabras con prefijos latinos, griegos, etc., el profesor puede apoyarse de esta transferencia para ampliar el volumen de elementos lingüísticos; por ejemplo, el vocabulario internacional (palabras como radio, televisión). 
- Interferencia o transferencia cero:

Si las estructuras no existen en la lengua materna es necesario formar nuevos hábitos; por ejemplo, para la articulación de nuevos sonidos. Esta es una variante negativa, pues los alumnos tienden a sustituir lo nuevo en una lengua por algo conocido de la suya propia. 
- Interferencias morfosintácticas:

Los estudiantes, tanto de inglés como de español, usan los artículos de manera incorrecta. Por esta razón se debe insistir en las similitudes y diferencias entre los artículos de ambas lenguas, y en el análisis de los errores en el uso como resultado de la interferencia del español.
- Interferencias fonéticas:

Una posible interferencia es la diferencia que existe en muchos casos entre la escritura y la pronunciación; lo cual dificulta decir oralmente lo que se conoce por escrito. 
El idioma inglés se pronuncia de modos muy variados, según el país o la región en que se habla, al igual que ocurre con nuestra lengua materna. Pero también, como en nuestro caso, hay una base común de regularidades que permite que sus hablantes se comprendan entre sí.
El spanglish: un caso de interferencia lingüística: 
“…La pureza lingüística no existe. Todas las lenguas se influyen entre sí y todas las lenguas cambian constantemente. El spanglish sólo es un ejemplo de este proceso; demuestra la creatividad lingüística de los seres humanos...” Valenzuela. 
Con esta reflexión se puede decir que el spanglish es el resultado de la fusión cultural entre los hablantes del inglés y los hispanohablantes. Hay algunas definiciones realizadas por expertos en la materia que son útiles para aclarar el término. Según la definición propuesta por Javier Valenzuela, el spanglish sería un "idioma" híbrido formado a partir del español al introducir términos anglosajones sin traducir o traducidos incorrectamente. Otra definición, es la de Roberto González Echevarría, profesor de Literatura Hispánica de la Universidad de Yale, quien lo define como una invasión del español por parte del inglés. En resumen, se puede considerar el spanglish como el resultado de un “encuentro” o “cruce” entre el inglés y el español.
Actualmente, gracias a su difusión este sociolecto se ha expandido más allá de las fronteras de Norte América y ya es conocido en todo el mundo. Otro aspecto importante es que el spanglish ha dejado de ser un fenómeno únicamente oral, para convertirse también en un movimiento literario, cinematográfico y cultural, lo que ha permitido cierta consolidación y legitimación en su uso.
A grandes rasgos, se podrían resumir las características generales del spanglish de la siguiente manera: no es la lengua oficial de ningún país o comunidad, carece de una normativa que lo regule y posee grandes variaciones. Se trata de una lengua con base social, creada y desarrollada en la calle, por lo que cabe destacar que está en constante crecimiento con la aparición de nuevas palabras.
Debido a que los jóvenes son los principales “promotores” del spanglish, es decir, los que más lo utilizan; muchas personas piensan que esto solo es una moda pasajera, la cual tardará poco en extinguirse. Sin embargo, parece ser que el spanglish está ganando terreno, incluso se ha intentado acoplar las obras literarias escritas en español al spanglish. Este es el caso de una de las obras maestras de la literatura española: "El ingenioso hidalgo Don Quijote de la Mancha". En el inicio de la obra se pueden apreciar notables cambios con respecto al original: 
“In un placete de la Mancha of which nombre no quiero remembrearme, vivía, not so long ago, uno de esos gentlemen who always tienen una lanza in the rack, una buckler antigua, a skinny caballo y un grayhound para el chase. A cazuela with más beef than mutón, carne choppeada para la dinner, un omelet pa’ los sábados, lentil pa’ los viernes, y algún pigeon como delicacy especial pa’ los domingos, consumían tres cuarers de su income”
Otros ejemplos del vocabulario spanglish-español-inglés son:
Parkear/estacionar/park: 
"Hey, José; "¿dónde "parkeaste" tu carro que no lo encuentro?".
Party/fiesta/party:
"José y María están invitados a un "party"".

## Regiones multilingües

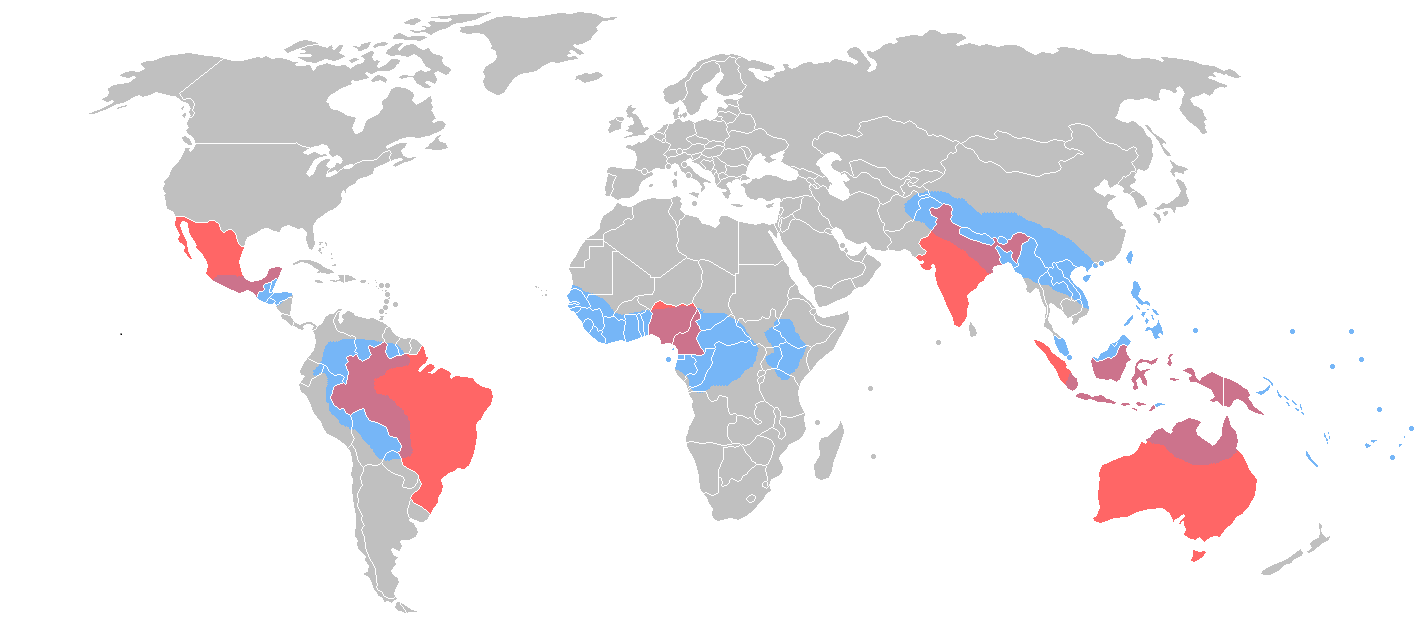
En rojo los 8 países más diversos lingüísticamente, más del 50% de las lenguas del mundo se hablan en ellos. En azul las regiones geográficas de mayor diversidad lingüística del planeta.

La mayor parte del mundo está formada por pequeñas comunidades lingüísticas donde las personas hablan además de la lengua principal de su comunidad varias lenguas de comunidades vecinas y también posiblemente alguna lingua franca. La mayor parte de África, muchas regiones de Asia y Nueva Guinea son regiones donde sus habitantes son capaces de conversar en varias lenguas. Igualmente los indígenas de América eran bilingües o trilingües y modernamente casi todos los que siguen manteniendo la lengua indígena conocen la lengua oficial del país. El continente con menor diversidad lingüística del mundo es Europa, donde existen extensas regiones ampliamente monolingües. Con la extinción y minorización de muchas lenguas indígenas de América esa misma situación se ha vuelto común en América, y en mucho menor medida en África o Asia.